# DD.W Channel達玲
DD.W Channel達玲是由達達與玲玲所共同經營的YouTube頻道。原RED PEOPLE旗下艺人，2016年离开并自立门户开设YouTube频道。現居馬來西亞，影片主題以旅游及情侶生活為主。

## 生平

### 達達
男，本名黃勁達（Wilbur），来自柔佛笨珍，祖籍福建永春，居於馬來西亞柔佛新山，曾擔任歌手和藝人。原Red people旗下男团P-High屁孩成员，身高173cm，体重66kg（7月18日）。DD.W Channel達玲的創辦人及重要成員，經常被玲玲惡整。兩人於2021年12月1日結婚。

### 玲玲
女，本名翁依玲（Diorlynn），前艺名为韩小涩，來自檳城北海，祖籍海南文昌，现居柔佛新山。身高165cm，体重48.8公斤（8月30日），長得很漂亮,曾担任平面模特儿，歌手。和黃勁達交往7年，DD.W Channel達玲的創辦人和重要成員。她喜歡惡整達達，將惡整內容在頻道上發佈。兩人於2021年12月1日結婚。2023年2月25號懷孕寶寶胎名小黃梨
由黃明志親手作曲與作詞的《我好天真我好傻》，成為翁依玲的出道歌曲作品。

## MV作品
- 新年扭一扭
- 都可以【獻給不愛做選擇的她/他！】[5]
- 真的不想嘴[6]
- 愛情同義詞[7]

## 外部連結
- DD.W Channel達玲的Facebook專頁
- 達達 Wilbur Ng的Instagram帳戶
- Diorlynn Ong玲玲的Instagram帳戶